# Macrobrachium tolmerum
Macrobrachium tolmerum är en kräftdjursart som beskrevs av Riek 1951. Macrobrachium tolmerum ingår i släktet Macrobrachium och familjen Palaemonidae. Inga underarter finns listade i Catalogue of Life.